# Мэйкон, Марк
Марк Л. Мэйкон (англ. Mark L. Macon; родился 14 апреля 1969 года, Сагино, штат Мичиган, США) — американский профессиональный баскетболист и тренер.

## Ранние годы
Марк Мэйкон родился в городе Сагино (штат Мичиган), учился в Сагинской школе Буэна-Виста, в которой играл за местную баскетбольную команду, а в 1987 году признавался лучшим баскетболистом среди учащихся старших школ Мичигана. В 1991 году закончил Университет Темпл, где в течение четырёх лет играл за команду «Темпл Оулс», в которой провёл успешную карьеру, набрав в итоге 2609 очков, 700 подборов, 352 передачи и 281 перехват, к тому же два раза помогал выиграть своей команде регулярный чемпионат конференции Atlantic 10 (1988, 1990), а также два раза турнир конференции Atlantic 10 (1988, 1991).

## Карьера игрока
Играл на позиции атакующего защитника и разыгрывающего защитника. В 1991 году был выбран на драфте НБА под 8-м номером командой «Денвер Наггетс». Позже выступал за команды «Детройт Пистонс», «Флорида Бич Догз» (КБА), «Олимпия» (Пистоя), «Ояк Бурсаспор Кулубу», «Торос де Арагуа» и «Атлантик-Сити Сигуллс» (USBL). Всего в НБА провёл 6 сезонов. Мэйкон включался во 2-ю сборную новичков НБА (1992). В 1991 году стал лауреатом приза имени Роберта Гизи. Один раз признавался баскетболистом года среди студентов конференции Atlantic 10 (1989), а также один раз включался во 2-ю всеамериканскую сборную NCAA (1988). Всего за карьеру в НБА сыграл 251 игру, в которых набрал 1685 очков (в среднем 6,7 за игру), сделал 467 подборов, 428 передач, 349 перехватов и 20 блок-шотов.

## Тренерская карьера
После завершения профессиональной карьеры игрока Мэйкон работал на должности помощника главного тренера родной студенческой команды «Темпл Оулс» (2003—2006), а затем в течение года на той же должности в команде «Джорджия Стэйт Пантерс» (2006—2007). В 2007 году он устроился на должность ассистента Кевина Броадуса в студенческую команду «Бингхэмтон Биркэтс», на которой проработал два сезона (2007—2009). 14 октября 2009 года Броадус был со скандалом уволен из команды, а временно исполнять его обязанности стал Мэйкон. Через два месяца его утвердили на должность главного тренера «Биркэтс», на которой он проработал три года (2009—2012). 13 апреля 2012 года Мэйкон был уволен со своего поста из-за неудовлетворительных результатов команды (2 победы при 29 поражениях — худший результат в истории команды), его сменщиком стал Томми Демпси.

## Статистика

### Статистика в НБА
| Сезон                                                                                    | Команда | Регулярный сезон | Регулярный сезон | Регулярный сезон | Регулярный сезон | Регулярный сезон | Регулярный сезон | Регулярный сезон | Регулярный сезон | Регулярный сезон | Регулярный сезон | Регулярный сезон | Серия плей-офф | Серия плей-офф | Серия плей-офф | Серия плей-офф | Серия плей-офф | Серия плей-офф | Серия плей-офф | Серия плей-офф | Серия плей-офф | Серия плей-офф | Серия плей-офф |
| Сезон                                                                                    | Команда | GP               | GS               | MPG              | FG%              | 3P%              | FT%              | RPG              | APG              | SPG              | BPG              | PPG              | GP             | GS             | MPG            | FG%            | 3P%            | FT%            | RPG            | APG            | SPG            | BPG            | PPG            |
| ---------------------------------------------------------------------------------------- | ------- | ---------------- | ---------------- | ---------------- | ---------------- | ---------------- | ---------------- | ---------------- | ---------------- | ---------------- | ---------------- | ---------------- | -------------- | -------------- | -------------- | -------------- | -------------- | -------------- | -------------- | -------------- | -------------- | -------------- | -------------- |
| 1991/92                                                                                  | Денвер  | 76               | 67               | 30,3             | 37,5             | 13,3             | 73,0             | 2,9              | 2,2              | 2,0              | 0,2              | 10,6             | Не участвовал  | Не участвовал  | Не участвовал  | Не участвовал  | Не участвовал  | Не участвовал  | Не участвовал  | Не участвовал  | Не участвовал  | Не участвовал  | Не участвовал  |
| 1992/93                                                                                  | Денвер  | 48               | 27               | 23,8             | 41,5             | 0,0              | 70,0             | 2,1              | 2,6              | 1,4              | 0,1              | 7,5              | Не участвовал  | Не участвовал  | Не участвовал  | Не участвовал  | Не участвовал  | Не участвовал  | Не участвовал  | Не участвовал  | Не участвовал  | Не участвовал  | Не участвовал  |
| 1993/94                                                                                  | Денвер  | 7                | 0                | 18,0             | 31,1             | 0,0              | 80,0             | 1,0              | 1,6              | 0,9              | 0,1              | 5,1              | Не участвовал  | Не участвовал  | Не участвовал  | Не участвовал  | Не участвовал  | Не участвовал  | Не участвовал  | Не участвовал  | Не участвовал  | Не участвовал  | Не участвовал  |
| 1993/94                                                                                  | Детройт | 35               | 2                | 10,6             | 39,6             | 28,6             | 62,5             | 1,0              | 1,1              | 0,9              | 0,0              | 3,6              | Не участвовал  | Не участвовал  | Не участвовал  | Не участвовал  | Не участвовал  | Не участвовал  | Не участвовал  | Не участвовал  | Не участвовал  | Не участвовал  | Не участвовал  |
| 1994/95                                                                                  | Детройт | 55               | 6                | 13,1             | 38,1             | 32,3             | 79,4             | 1,4              | 1,1              | 1,2              | 0,0              | 5,0              | Не участвовал  | Не участвовал  | Не участвовал  | Не участвовал  | Не участвовал  | Не участвовал  | Не участвовал  | Не участвовал  | Не участвовал  | Не участвовал  | Не участвовал  |
| 1995/96                                                                                  | Детройт | 23               | 0                | 12,5             | 43,3             | 46,7             | 81,8             | 1,0              | 0,7              | 0,7              | 0,0              | 3,2              | Не участвовал  | Не участвовал  | Не участвовал  | Не участвовал  | Не участвовал  | Не участвовал  | Не участвовал  | Не участвовал  | Не участвовал  | Не участвовал  | Не участвовал  |
| 1998/99                                                                                  | Детройт | 7                | 3                | 9,9              | 20,0             | 33,3             | -                | 0,7              | 0,6              | 0,7              | 0,1              | 1,3              | Не участвовал  | Не участвовал  | Не участвовал  | Не участвовал  | Не участвовал  | Не участвовал  | Не участвовал  | Не участвовал  | Не участвовал  | Не участвовал  | Не участвовал  |
|                                                                                          | Всего   | 251              | 105              | 20,0             | 38,4             | 27,0             | 73,5             | 1,9              | 1,7              | 1,4              | 0,1              | 6,7              | Не участвовал  | Не участвовал  | Не участвовал  | Не участвовал  | Не участвовал  | Не участвовал  | Не участвовал  | Не участвовал  | Не участвовал  | Не участвовал  | Не участвовал  |
| Наведите курсор мыши на аббревиатуры в заголовке таблицы, чтобы прочесть их расшифровку. |         |                  |                  |                  |                  |                  |                  |                  |                  |                  |                  |                  |                |                |                |                |                |                |                |                |                |                |                |

### Статистика в NCAA
| Сезон | Команда | Conf  | Class | GP  | GS  | MPG  | FG%  | 3P%  | FT%  | RPG | APG | SPG | BPG | PPG  |
| --- | ------- | ----- | ----- | --- | --- | ---- | ---- | ---- | ---- | --- | --- | --- | --- | ---- |
| 1987/88 | Темпл   | A-10  | FR    | 34  | 34  | 35,4 | 45,4 | 42,2 | 77,1 | 5,6 | 2,9 | 1,8 | 0,1 | 20,6 |
| 1988/89 | Темпл   | A-10  | SO    | 30  | 30  | 37,9 | 40,7 | 32,1 | 77,6 | 5,6 | 3,8 | 2,8 | 0,2 | 18,3 |
| 1989/90 | Темпл   | A-10  | JR    | 31  | 31  | 38,5 | 38,9 | 33,0 | 79,8 | 6,0 | 2,2 | 2,3 | 0,1 | 21,9 |
| 1990/91 | Темпл   | A-10  | SR    | 31  | 31  | 38,4 | 43,9 | 41,8 | 76,6 | 4,9 | 2,3 | 2,1 | 0,1 | 22,0 |
| Всего | Всего   | Всего | Всего | 126 | 126 | 37,5 | 42,3 | 37,4 | 77,9 | 5,6 | 2,8 | 2,2 | 0,1 | 20,7 |
| Наведите курсор мыши на аббревиатуры в заголовке таблицы, чтобы прочесть их расшифровку Статистика приведена с сайта sports-reference.com |         |       |       |     |     |      |      |      |      |     |     |     |     |      |